# レイ・マッキノン
レイ・マッキノン（Ray McKinnon、1957年11月15日 - ）は、アメリカ合衆国の俳優、映画監督、テレビプロデューサー。
ジョージア州アデル出身。2001年、短編映画『The Accountant』を監督（脚本・出演も）、妻で女優のリサ・ブロントと共に第74回アカデミー短編映画賞を受賞した。その後、ブロントとは2010年に死別した。
近年はテレビドラマ『レクティファイ 再生』のプロデュースを手がけている。

## 主な出演作品

### 映画
- ドライビング Miss デイジー Driving Miss Daisy (1989)
- ラジオタウンで恋をして Tune in Tomorrow (1990)
- パリス・トラウト/静かなる狂気 Paris Trout (1990)
- バグジー Bugsy (1991)
- ベティ・ルーは犯罪者(クリミナル)? The Gun in Betty Lou's Handbag (1992)
- ジャック・サマースビー Sommersby (1993)
- ニードフル・シングス Needful Things (1993)
- パーフェクト・ワールド A Perfect World (1993)
- ロズウェル Roswell (1994) テレビ映画
- アポロ13 Apollo 13 (1995)
- ザ・インターネット The Net (1995)
- グラスハープ/草の竪琴 The Grass Harp (1995)
- グッバイ・ラバー Goodbye Lover (1998)
- オー・ブラザー! O Brother, Where Art Thou? (2000)
- The Accountant (2001) 兼脚本・監督
- ジャスティス The Badge (2002)
- ミッシング The Missing (2003)
- Chrystal (2004) 兼脚本・監督
- 恋愛依存症 Come Early Morning (2006)
- Randy and The Mob (2007) 兼脚本・監督
- しあわせの隠れ場所 The Blind Side (2009)
- イルカと少年 Dolphin Tale (2011)
- HICK ルリ13歳の旅 Hick (2011)
- テイク・シェルター Take Shelter (2011)
- フットルース 夢に向かって Footloose (2011)
- MUD -マッド- Mud (2012)
- フォードvsフェラーリ Ford v Ferrari (2019)
- この茫漠たる荒野で News of the World (2020)
- カオス・ウォーキング Chaos Walking (2021)

### テレビドラマ
- In the Heat of the Night (1989 - 1991)
- Designing Women (1991 - 1992)
- ザ・スタンド The Stand (1994) ミニシリーズ
- スカーレット Scarlett (1994) ミニシリーズ
- The Client (1995)
- Dead Man's Walk (1996) ミニシリーズ
- デッドウッド 〜銃とSEXとワイルドタウン Deadwood	(2004)
- サンズ・オブ・アナーキー Sons of Anarchy (2011)
- フィアー・ザ・ウォーキング・デッド Fear the Walking Dead (2017)

## その他
- レクティファイ 再生 Rectify (2013 - 2016) テレビドラマ、脚本・製作総指揮・監督